# Car Assembly
Car Assembly Ltd. war ein Hersteller von Automobilen aus Malta.

## Unternehmensgeschichte
Die Mizzi-Organisation gründete 1960 das Unternehmen in Marsa zur Montage von Automobilen im CKD-Verfahren. Die Lizenzen für die Produktion kamen von ausländischen Herstellern. Zeitweise hielt das Unternehmen 55 % Marktanteil auf Malta. Exportländer waren Griechenland, Israel, Jamaika und Tunesien. 1974 wurde Maurice F. Mizzi Direktor. Unter seiner Leitung wurde die Produktion auf 8 Fahrzeuge täglich erhöht. 1981 endete die Produktion. Andere Quellen geben den Produktionszeitraum mit 1960 bis 1980 bzw. mit 1961 bis 1977 an. Insgesamt entstanden mehr als 2000 Fahrzeuge.

## Fahrzeuge
Das erste Modell war der Triumph Herald. 1961 ergänzten ein Modell von Dodge sowie der Hillman Minx das Angebot. Später folgten der Mini, Austin und Morris 1100 und 1300, Hillman Hunter, Morris Oxford Series VID mit Dieselmotor, Rover P 6 2000 und Triumph Spitfire. Letztes Modell war der Morris Marina. Neben Personenkraftwagen entstanden auch Nutzfahrzeuge. Genannt sind Modelle von Commer sowie der Triumph Herald Courier. Der Alfa Romeo Alfasud war das einzige italienische Modell.